# Algarra
Algarra est une commune espagnole de la province de Cuenca, dans la région autonome de Castille-La Manche.